# Maresville
Maresville (niederländisch Mariadorp) ist eine Gemeinde im französischen Département Pas-de-Calais Region Hauts-de-France (vor 2016 Nord-Pas-de-Calais). Sie gehört zum Kanton Étaples im Arrondissement Montreuil.

## Geographie
Die Gemeinde wird vom Bach Dordogne durchquert.
|           |               | Longvilliers |
| Tubersent | Kompass       |              |
|           | Bréxent-Énocq |              |

## Bevölkerungsentwicklung
| Jahr      | 1962 | 1968 | 1975 | 1982 | 1990 | 1999 | 2007 | 2014 |
| Einwohner | 76   | 53   | 48   | 72   | 75   | 73   | 74   | 95   |

## Sehenswürdigkeiten
- Kirche Saint-Maur